# Nemesis (EP)
Nemesis é o segundo extended play (EP) da cantora e compositora norte-americana Bridgit Mendler. O EP foi lançado em 18 de novembro de 2016, através da Black Box Media Agency. Para o lançamento de Nemesis, Mendler fez uma parceria com a Fanjoy Co para criar um box set do EP, incluindo uma versão física autografada por Mendler e outros itens.

## Antecedentes
Numa entrevista com Deepa Lakshmin, da MTV, Mendler falou que, trabalhando no EP, "despejei mais de qualquer coisa que eu fiz neste projeto. Esse tem sido um processo muito terapêutico". Ela também falou sobre seus fãs assistindo ela crescer na TV, e esperando que Nemesis mostre-lhes uma "perspectiva mais bem-arredondada" de quem é agora, quatro anos mais tarde. Ela também chamou o EP de "uma coleção de músicas arrependidas".

## Singles
"Atlantis" foi lançada como primeiro single do EP em 26 de agosto de 2016. "Do You Miss Me at All", o segundo single do EP, foi lançado através da Noisey em 3 de novembro de 2016. Ele foi lançado em formato digital em 4 de novembro de 2016.

## Recepção crítica
RJ Frometa, da Vents Magazine, rotulou o EP como uma "coleção impressionante de quatro canções agridoces auto-confiantes sobre relacionamento que se entrelaçam inteligentemente entre pop, soul e R&B."

## Alinhamento de faixas
| Versão padrão  |                                         |                                                                        |                 |         |  |
| N.º            | Título                                  | Compositor(es)                                                         | Produtor(es)    | Duração |  |
| 1.             | "Atlantis" (com participação de Kaiydo) | Bridgit Mendler Spencer Bastian Mischa Chillak Keiondre "Kaiydo" Boone | Bastian Chillak | 3:49    |  |
| 2.             | "Library"                               | Mendler Bastian Chillak                                                | Bastian Chillak | 2:56    |  |
| 3.             | "Do You Miss Me at All"                 | Mendler Bastian Chillak                                                | Bastian Chillak | 3:30    |  |
| 4.             | "Snap My Fingers"                       | Mendler Bastian Chillak                                                | Bastian Chillak | 3:18    |  |
| Duração total: | Duração total:                          | Duração total:                                                         | Duração total:  | 13:33   |  |

## Turnê
Mendler iniciou uma pequena turnê mundial em apoio ao extended play em 15 de novembro de 2016, que está programada para viajar pela América do Norte e América do Sul.
| 1. "Do You Miss Me at All" 2. "Salem" 3. "Library" 4. "Oxygen" 5. "Flowers" 6. "Where is the Love" (cover de The Black Eyed Peas) 7. "Can't Bring This Down" (com Pell) 8. "Ready or Not" 9. "Atlantis" 10. "Snap My Fingers" |

| 15 de novembro de 2016 | Los Angeles   | Estados Unidos | Echoplex         | —             |
| 18 de novembro de 2016 | São Francisco | Estados Unidos | Rickshaw Stop    | Hayley Kiyoko |
| 29 de novembro de 2016 | Brooklyn      | Estados Unidos | Baby's All Right | —             |

| Datas canceladas      | Datas canceladas | Datas canceladas | Datas canceladas | Datas canceladas   |
| Data                  | Cidade           | País             | Local            | Motivo             |
| --------------------- | ---------------- | ---------------- | ---------------- | ------------------ |
| 3 de dezembro de 2016 | São Paulo        | Brasil           | Carioca Club     | Conflito de agenda |
| 5 de dezembro de 2016 | Buenos Aires     | Argentina        | Teatro Vorterix  | Conflito de agenda |
| 7 de dezembro de 2016 | Santiago         | Chile            | Teatro Cariola   | Conflito de agenda |

## Histórico de lançamento
| Região         | Data                   | Formato          | Gravadora |
| -------------- | ---------------------- | ---------------- | --------- |
| Mundo          | 18 de novembro de 2016 | Download digital | Black Box |
| Estados Unidos | 18 de novembro de 2016 | CD               | Black Box |